# Vårtkropparna

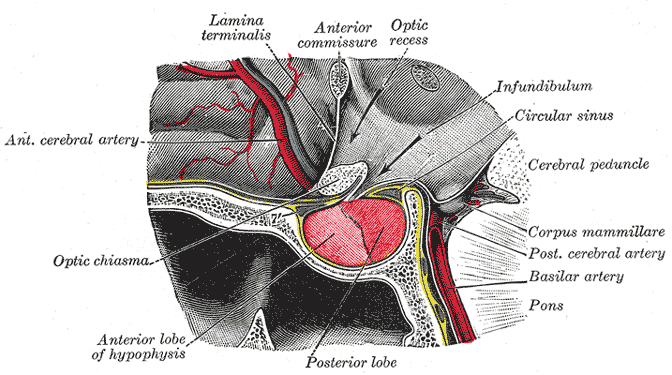
I rött syns hypofysen, precis bakom den (till höger i bild) syns vårtkropparnas utskott.

Animation som visar vårtkropparnas (rött) position i förhållande till hjärnan.

Vårtkropparna (lat. corpora mammillaria) är utskott på anteroinferiora sidan av hypotalamus, precis bakom hypofysstjälken.  Dessa strukturer verkar vara involverade i minnesbildning, och verkar ha en speciell roll i att lägga till dofter till olika minnesbilder.
Dessa områden verkar ta skada i Wernicke-Korsakoffs syndrom, som bland annat orsakas av överdriven alkoholkonsumtion. Skador på dessa områden leder till försämrad minnesbildning, så kallad anterograd amnesi.